# Bridelieae
Bridelieae je tribus filantusovki (Phyllanthaceae), dio potporodice Phyllanthoideae. Sastoji se od pet podtribusa

## Podtribusi
1. Amanoinae Pax in Engler & Drude
2. Keayodendrinae Petra Hoffm.
3. Pseudolachnostylidinae Pax in Engler & Drude
4. Saviinae Müll. Arg.
5. Securineginae Müll. Arg.